# زنان در تمدن مایا
زنان در تمدن مایا (انگلیسی: Women in Maya society) نقش مهمی در جامعه داشتند: علاوه بر انتقال فرهنگ از طریق زایش و پرورش فرزندان، زنان مایا در فعالیت‌های اقتصادی، حکومتی و کشاورزی نیز شرکت می‌کردند. زندگی زنان در آمریکای میانه باستان به‌خوبی مستند نشده است: «از سه آرامگاه بنیان‌گذاران برجسته‌ای که تاکنون در کوپان کشف شده، دو مورد حاوی بقایای زنان هستند، اما در هیچ‌یک از متون معاصر شناخته‌شده یا روایت‌های بعدی دربارهٔ رویدادها و شخصیت‌های دوره کلاسیک اولیه کوپان، نامی از زنان برده نشده است.»
زنان نقش مهمی در آیین‌ها ایفا می‌کردند و مسئول پخت غذا برای مصرف و قربانی بودند. اینکه آیا زنان در این آیین‌ها شرکت می‌کردند، مشخص نیست. همچنین تمامی پارچه‌ها، که منابعی ضروری برای جامعه مایا بودند، توسط زنان تولید می‌شدند.
وضعیت زنان در جامعه مایا را می‌توان از طریق شیوه‌های تدفین، متون و شواهد تاریخی استنباط کرد. برخی جوامع مایا مانند تونینا، پس از سلطنت و درگذشت رهبر قدرتمند، لیدی کʼاویل (Lady Kʼawil's)، نظامی مادرتباری برای انتقال قدرت به کار گرفتند. لیدی کʼاویل پس از ناکامی دو رهبر مرد، قدرت را به دست گرفت. دوران سلطنت وی در نقاشی‌های دیواری ثبت شده است که او را بر روی تخت پادشاهی و در حالی که اسیرانی در پای او نشسته‌اند، به تصویر می‌کشد.

## غذا
آشپزی باستانی مایا به‌خوبی مستند شده است. تکنیک‌های مورد استفاده در جوامع دوران پیشاکلمبی مایا شامل کشاورزی در مقیاس وسیع، شکار و جمع‌آوری خوراکی‌های طبیعی بود. سیستم کشاورزی میلپا، مواد غذایی اصلی رژیم غذایی مایاها را فراهم می‌کرد که شامل ذرت، لوبیا و کدو بود. همچنین نوعی برنج کوچک به نام کینوآ داشتند.

## هنر
نقش برجسته الهه ماه را می‌توان از طریق تصاویر او در دفترنامهها و نقاشی‌های دیواری باستانی دریافت. یکی دیگر از ایزدبانوان پرتکرار در آثار هنری، ایکس چل است. پارچهها بخش مهمی از زندگی مایاها بودند و گرچه مشخص نیست که همه زنان به تولید منسوجات مشغول بودند، اما پارچه‌های تولید شده توسط زنان خلق می‌شدند. زنان بسته به طبقه اجتماعی خود، از ابزارهای مختلفی برای ریسندگی و بافندگی استفاده می‌کردند. افراد دارای نجیب‌زادگی ممکن بود از رزانه در پارچه‌های خود بهره ببرند. شواهد صنایع‌دستی و الیاف از شهر سِرِن، که در سال ۶۰۰ میلادی با خاکستر آتشفشانی مدفون شد، نشان می‌دهد که تا آن زمان، کارهای نساجی زنان به عنوان هنر شناخته می‌شد نه صرفاً تولید منسوجات برای مصارف خانگی. این امر نشان می‌دهد که بازاری برای این محصولات وجود داشته است. زنان از طریق توانایی خود در کار با نخ و خلق آثار ارزشمند، قدرت اجتماعی و اقتصادی داشتند.

## نقش زنان در آیین‌ها
جایگاه اجتماعی و سیاسی زنان مایا در پژوهش‌های باستان‌شناسی دربارهٔ نقش جنسیت همچنان مورد بحث است. تاکنون، بیشتر شواهد بر اساس بررسی فرهنگ مادی (مانند پیکره‌های یادبود و نمادنگاری، هنر سفالگری)، استفاده از فضا (معماری مسکونی و تحلیل فعالیت‌ها)، و داده‌های تدفینی استوار بوده است. اصل تکمیلیت، یعنی اینکه مردان و زنان نقش‌های جداگانه اما هم‌ارزش در جامعه داشتند، در بسیاری از مطالعاتی که مبنای ایدئولوژیک قدرت زنان را بررسی کرده‌اند، دیده می‌شود. این اصل در زوج‌های مرد/زن و ترکیب‌های جنسیتی گوناگون دیده می‌شود. برای مثال، در شمایل‌نگاری آثار عمومی دوران کلاسیک، که نخبگان را به تصویر می‌کشند، می‌توان گفت که اگرچه در متون این آثار، زنان به عنوان بخشی از تاریخ مردان ذکر شده‌اند، اما در تصاویر، ویژگی‌های جنسی آن‌ها برجسته نیست. مردان و زنان تنها از طریق پوشش و تزئینات خود قابل شناسایی هستند که نشان‌دهنده یک «هویت نخبه واحد» است، جایی که زوج‌های مرد/زن به‌طور دوگانه نمایش داده می‌شوند. اثاث قبر، کتیبه‌ها و متون نیز شواهدی از این تکمیلیت را ارائه می‌دهند که نشان می‌دهد زنان نخبه از طریق ازدواج با سایر خاندان‌های حاکم، به قدرت مشروعیت می‌بخشیدند.
غذا در این فرهنگ به عنوان شاخص جایگاه اجتماعی و نمادی از قدرت عمل می‌کرد. فرایندهای تولید، توزیع و مصرف غذا، مانند سایر فرهنگ‌ها، منعکس‌کننده هنجارهای غالب بودند. به نظر می‌رسد که زنان مایا کنترل غذاهای آیینی را در اختیار داشتند، اما بررسی رژیم غذایی در مکان‌های مختلف نشان می‌دهد که زنان نسبت به مردان غذاهای کم‌ارزش‌تری مصرف می‌کردند. در مقابل، زنان غیرنخبه به نظر می‌رسد که از همان غذاهایی که مردان مصرف می‌کردند، بهره‌مند بودند. این یافته‌ها ممکن است نشان دهد که یا زنان به اندازه مردان در آیین‌های غذایی شرکت نداشتند، یا اینکه مصرف غذا با هویت جنسیتی ارتباط داشته است. دسترسی ترجیحی مردان به غذاهای آیینی پس از فتح اسپانیا متوقف شد، اما رژیم غذایی مردان همچنان شامل گوشت بیشتری بود. این پدیده ممکن است به دلیل تبدیل آیین‌های عمومی به آیین‌های خصوصی، جذب ارزش‌های جنسیتی اسپانیایی، یا تداوم ایدئولوژی زیربنایی تفاوت‌های تغذیه‌ای جنسیتی باشد. تقریباً تمام آیین‌ها شامل ضیافت‌هایی بودند که زنان مسئول تهیه غذا و نوشیدنی‌های مورد استفاده در قربانی و مصرف، و همچنین تهیه پارچه برای پیشکش بودند. ضیافت‌ها و آیین‌ها ابزارهایی مهم برای نخبگان مایا بودند تا جایگاه خود را به نمایش بگذارند. اینکه آیا زنان به‌طور فعال در این آیین‌ها شرکت داشتند یا نه، از اهمیت اجتماعی، نمادین و سیاسی مشارکت آن‌ها نمی‌کاهد.
علاوه بر مبنای ایدئولوژیک جایگاه بالای زنان، آن‌ها از طریق کار خود در دوران تاریخی نقش‌آفرینی می‌کردند. کار زنان از نظر اجتماعی و اقتصادی اهمیت بالایی داشت، اما مشارکت آن‌ها در آیین‌های عمومی محدود بود. به دلیل احتمال وجود سوگیری‌های فرهنگی و جغرافیایی، ممکن است تفاوت‌های زمانی و منطقه‌ای در میزان مشارکت زنان در آیین‌ها وجود داشته باشد.

## نقش‌های جنسیتی
مردان و زنان وظایف متفاوتی را انجام می‌دادند: «مردان از طریق کار کشاورزی غذا تولید می‌کردند و در تولید مثل نقش داشتند، در حالی که زنان محصولات زمین را فرآوری می‌کردند تا آن‌ها را قابل خوردن سازند.» علاوه بر پرورش گوزن در مواقع ضروری، زنان مسئولیت‌های مذهبی مرتبط با آیین‌های خانگی داشتند. زنان در این جنبه از زندگی نقش‌های روزانه مهمی ایفا می‌کردند. در حالی که پسران جوان مهارت‌های شکار را می‌آموختند، «دختران در محیط خانه آموزش می‌دیدند و یادمی‌گرفتند که چگونه زیارتگاه‌های مذهبی خانگی را نگهداری کنند.»
زنان با آیین‌های دین مایا و همچنین باورهای آن مرتبط بودند. الهه ماه مایا یکی از برجسته‌ترین خدایان در پانتئون مایا بود. از طریق ارتباط او با دیگر خدایان، جمعیت مایا به وجود آمد. حاکمان محلی خود را از نسل الهه ماه می‌دانستند.
جنسیت در هنر مایای باستان مبهم است. در برخی تصاویر مرتبط با وارث بلافصل، این دوگانگی به‌طور صریح نشان داده شده است: در یک طرف فرد تازه منصوب‌شده، یک شخصیت مذکر دیده می‌شود و در طرف دیگر یک ملکه مادر حضور دارد.

## منسوجات

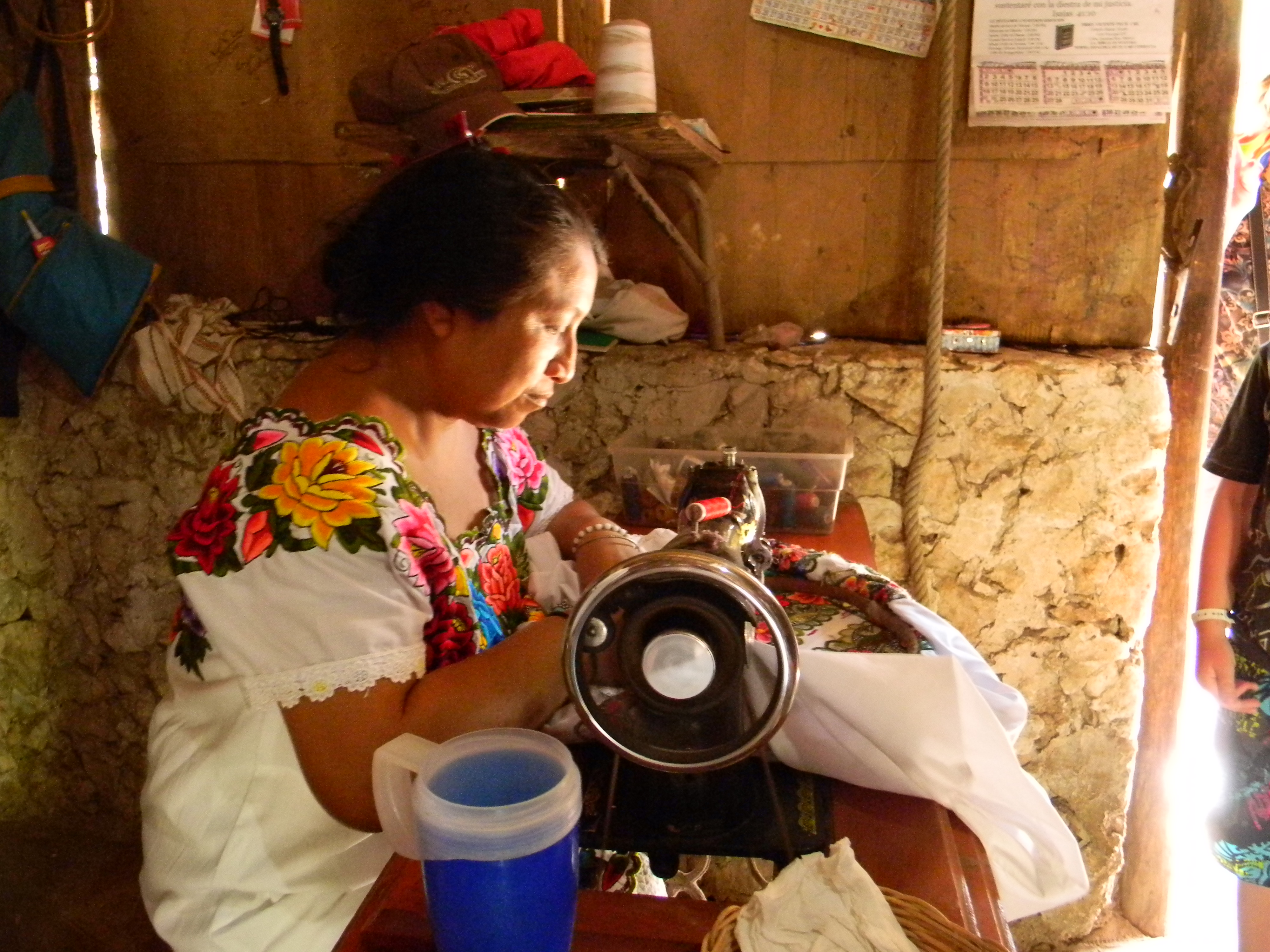
یک زن مایایی سازنده سوغاتی

حضور گسترده زنان در آیین‌ها نشان‌دهنده اهمیت زنان در ساختار اجتماعی مایا در دوره کلاسیک (۲۵۰ تا ۹۰۰ میلادی) است. زنان بافندگان اصلی منسوجات بودند که بخش عمده‌ای از هر اقتصاد باستانی در آمریکای میانه را تشکیل می‌داد. بر اساس تاریخ‌نگاری قومی و شمایل‌نگاری، مایاها تولیدکنندگان عمده مواد برای استفاده داخلی و خارجی بودند. با این حال، طبقه‌بندی باستان‌شناسی تولید منسوجات در هر منطقه گرمسیری به دلیل مشکلات حفاظتی پیچیده است.

### شواهد تولید منسوجات در کاراکول، بلیز
یکی از منابع مهم داده‌های باستان‌شناسی مربوط به تولید و توزیع پارچه در منطقه مایای پیشاکلمبی، شهر کاراکول در بلیز است. کاوش‌های باستان‌شناسی در کاراکول از سال ۱۹۸۵ تاکنون به‌طور سالانه انجام شده و داده‌هایی را جمع‌آوری کرده است که بینش‌هایی دربارهٔ تولید اقتصادی و توزیع اجتماعی پارچه در این مکان ارائه می‌دهد. این امر از طریق بررسی زمینه‌ها و توزیع‌های دوک‌های نخ‌ریسی، سوزن‌های استخوانی، سنجاق‌های استخوانی و سنجاق‌های مو، درفش‌های استخوانی و میله‌های سنگ‌آهکی انجام می‌شود. همه این اشیاء به نوعی با بافندگی، توربافی یا پارچه مرتبط هستند.
دوک نخ‌ریسی از جمله اشیائی است که بیشترین ارتباط را با تولید منسوجات دارد. در کاراکول حداقل ۵۷ نمونه از آن‌ها کشف شده که ۳۸ مورد در ۲۰ تدفین مختلف قرار داشته‌اند. چندین مورد از این تدفین‌ها متعلق به زنان بلندپایه‌ای بوده است که در مهم‌ترین سازه‌های معماری این مکان دفن شده‌اند. محل قرارگیری این تدفین‌ها نه‌تنها ارتباط میان زنان و بافندگی را نشان می‌دهد، بلکه جایگاه بالای اجتماعی این فعالیت را نیز برجسته می‌کند و از اهمیت پارچه و نخ‌ریسی در جامعه مایای باستان حکایت دارد.